# Tabatha Cash
Céline Barbe, född i Saint-Denis den 27 december 1973 och mer känd under artistnamnet Tabatha Cash, är en fransk journalist, skådespelare och programledare. Hon medverkade åren 1992–1994 i 78 pornografiska filmer och har även verkat i radio, som förlagsredaktör och som fotomodell.

## Biografi
Tabatha Cash uppgav under en TV-intervju 2014 att hon hade en fransk mor och en far med rötterna i Martinique i franska Västindien. Hon växte upp i en problemförort till Paris.

### Pornografisk karriär
Redan under skoltiden började hon ta uppdrag som modell i tidningar som Jeune et Jolie och OK Podium. 1992 inledde hon, knappt 19 år gammal, en karriär som porrskådespelare. I sin första film, i regi av Philippe Cochon, syntes hon under pseudonymen Céline Duval. Därefter antog hon artistnamnet Tabatha Cash, med förnamnet från rollfiguren i den amerikanska TV-serien Bewitched. 1993 fick hon motta den franska porrbranschens utmärkelse Hot d'Or som bästa europeiska stjärna, för sin medverkan i Rêves de cuir 2 av Francis Leroi. Året efter fick hon motta motsvarande pris som bästa europeiska skådespelerska.
Därefter reste hon till USA. Hon spelade där mot Rocco Siffredi i Casanova och mot Tom Byron och Peter North i Les Folies de Tabatha, regisserad av Alex de Renzy. 1994 hade hon en kort porrfilmskarriär i Italien, inklusive via filmerna Marco Polo – la storia mai raccontata i regi av Joe D'Amato och Schiava dei piaceri di Sodoma av Luca Damiano. Samma år spelade hon i sin sista pornografiska film Les Visiteuses, en pornografisk version av den franska succéfilmen Visitörerna.

### Radio, TV, tidningar och Florida
1994–1995 var hon en av programledarna för Le Skyclub på radiokanalen Skyrock, där hon var den första att spela rapmusik på kanalen. 1995 deltog hon i flera kortare produktioner på franska Canal+, och hon syntes på bioduken i Thomas Gilous komedi Raï där hon spelade rollen som den unga algeriskan Shalia, i en film som deltog i skapandet av den franska filmens förortsgenre. Vid samma tid syntes hon som omslagsflicka på tidningar som Elle, Cosmopolitan, Glamour och GQ.
Efter sin pornografiska skådespelarkarriär övergick hon till att verka som journalist för den pornografiska branschtidningen Hot Vidéo, Frankrikes månadsutgivna motsvarighet till USA:s Adult Video News. I början av 1995 gifte hon sig med tidningens grundare och chefredaktör Franck Vardon, och därefter levde de båda länge ett tillbakadraget familjeliv med sina två barn i Sarasota i Florida.

### Senare år
I januari 2014 avled hennes make, varefter hon övertog dennes roll som tidningens chefredaktör. Hon återvände till Frankrike för att där ta en mer ledande roll på förlaget, verksamt i en bransch som hon haft få kontakter med under tiden i Florida. Hon ansåg att branschen förändrats under mellantiden, och att både de ekonomiska villkoren och själva pornografin i sig blivit hårdare. I en intervju 2015 sa hon att Internet bidragit till att konkurrensen inom branschen blivit hårdare och de ekonomiska marginalerna mindre. Åtminstone såg hon denna skillnad i branschen i Frankrike, medan den starkt strukturerade amerikanska marknaden påverkats mindre.
Två år senare sålde hon tidningen till det franska förlaget och produktionsbolaget Jacquie et Michel.

## Privatliv
Från 15-årsåldern och några år framåt hade hon en relation med franska högerextrema politiska aktivisten Serge Ayoub. 1995 gifte hon sig med tidningsredaktören Franck Vardon.
Tabatha Cash har en ros tatuerad på höger bröst.